# Спасо-Конюшенная церковь
Церковь Спаса Нерукотворного Образа на Конюшенной площади (Спасо-Конюшенная церковь) — приходской православный храм на Конюшенной площади в Санкт-Петербурге. Входит в состав Центрального благочиния Санкт-Петербургской епархии Русской православной церкви.

## История

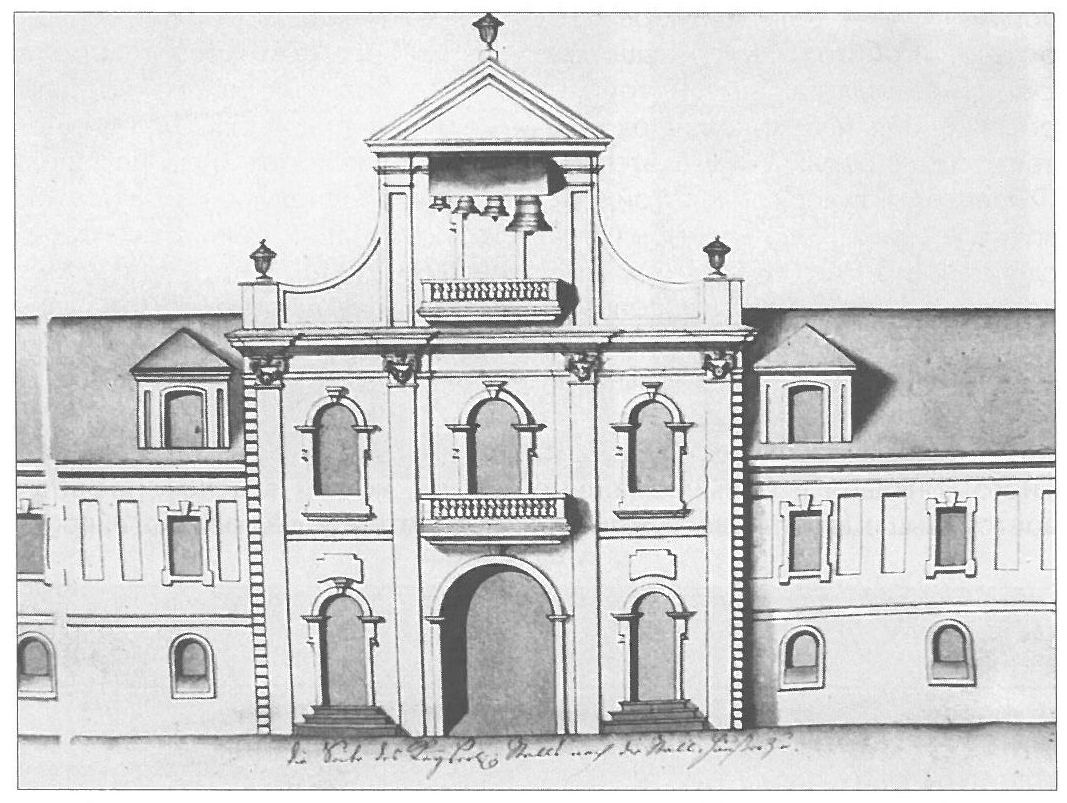
Часовня для служащих Конюшенного двора.
Архитектор Николай Гербель. Фиксационный чертёж из коллекции Ф. В. Берхгольца. 1740-е годы, Национальный музей Швеции

Первоначально деревянное здание церкви, построенное по проекту Доменико Трезини, было освящено в 1737 году. По велению Анны Иоанновны из Византии перевезли Образ Спаса Нерукотворного, Плащаницу и икону Знамение. В 1746 году храм по указанию императрицы Елизаветы Петровны перестроен в камне, а в 1747 году заново освящён.
К началу XIX века старый храм уже не соответствовал новым требованиям облика города. Поэтому в 1816—1817 годах началась реконструкция церкви за казённый счёт по проекту архитектора Василия Стасова, продолжавшаяся до 1823 года. Фасад здания украсили барельефами «Вход Господень в Иерусалим» и «Несение Креста» работы Василия Демута-Малиновского. Интерьер церкви был украшен художниками Степаном Безсоновым и Фёдором Брюлловым. Лепщиком был Н. П. Заколупин, а резной иконостас был изготовлен скульптором Василием Крейтаном.
В 1826 году на первом этаже была установлена «печальная колесница», на которой было доставлено тело Александра I. Церковь известна также тем, что 1 февраля 1837 года в ней состоялось отпевание Александра Пушкина. 2 марта 1857 года здесь была отслужена первая в России панихида по скончавшемуся в Берлине Михаилу Глинке.
В 1849 года церковь на Конюшенной площади стала приходской.
В 1862—1863 годах после ремонта Михаилом Трощинским сделаны новые росписи. В 1878 году в сенях первого этажа, где ранее стояла «печальная колесница», к тому времени перенесённая в музей, появилась часовня с иконостасом из четырёх образов. В 1916 году престол храма украсили серебряными рельефами.
После революции 1917 года церковь была закрыта и осквернена. В 1923 году в ней был размещён клуб конной милиции, а через несколько лет — отделение института Гидропроект. В алтаре был устроен туалет.
В 1990 году церковь возвращена Русской православной церкви. Первое богослужение прошло 12 июля 1991 года. В 1990-е храм был отремонтирован, при нём были созданы воскресная школа и церковная библиотека.

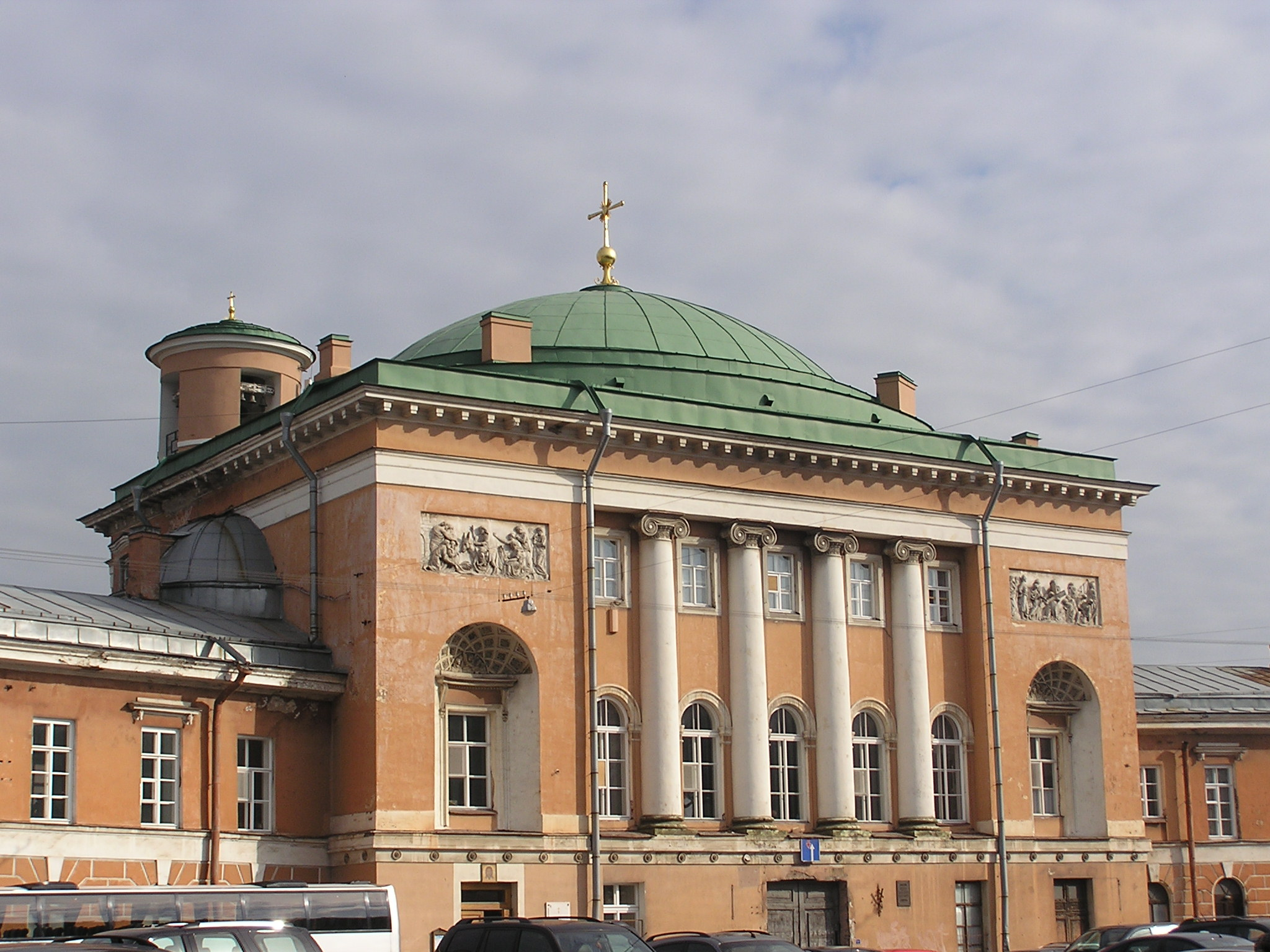
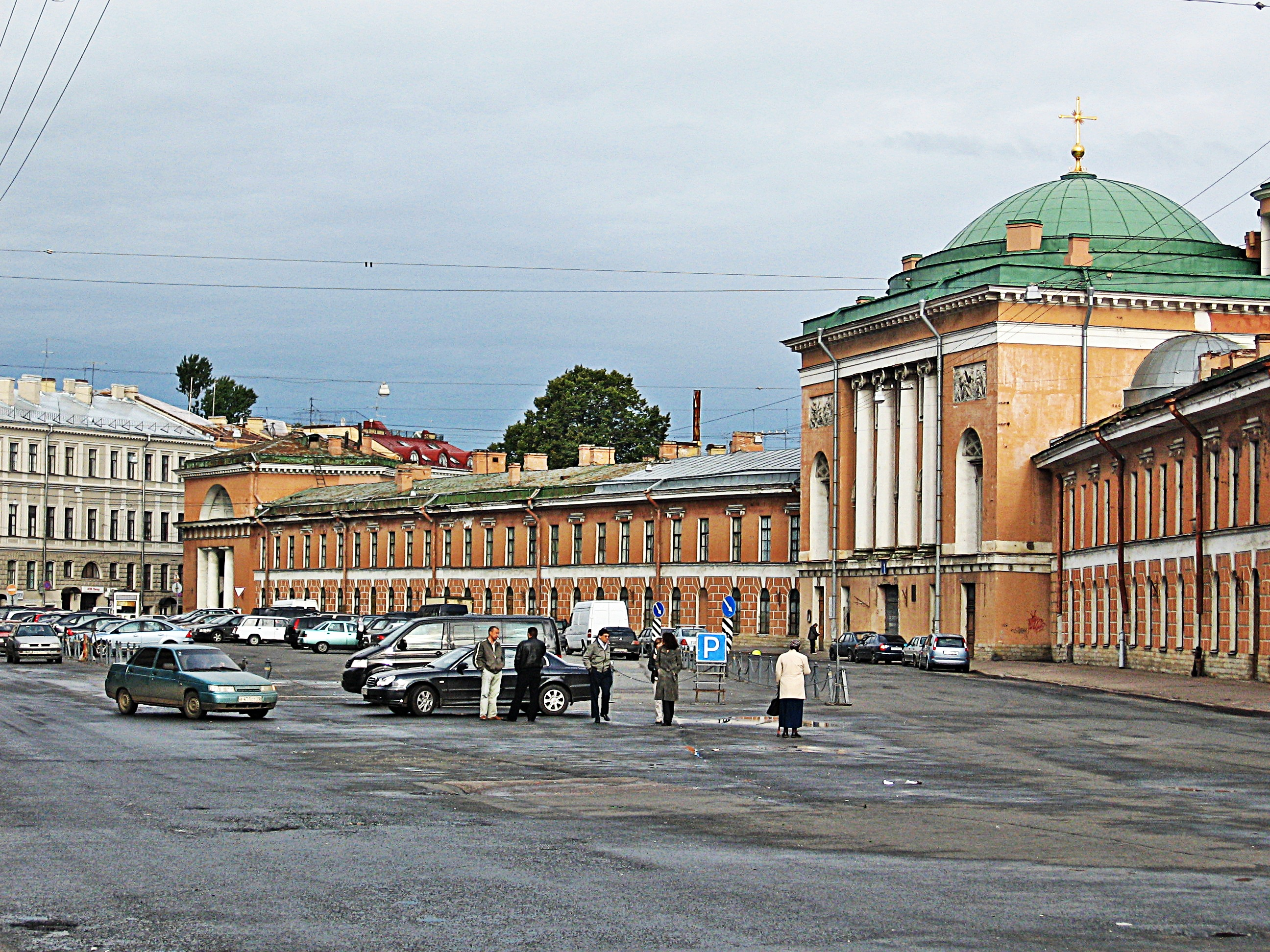
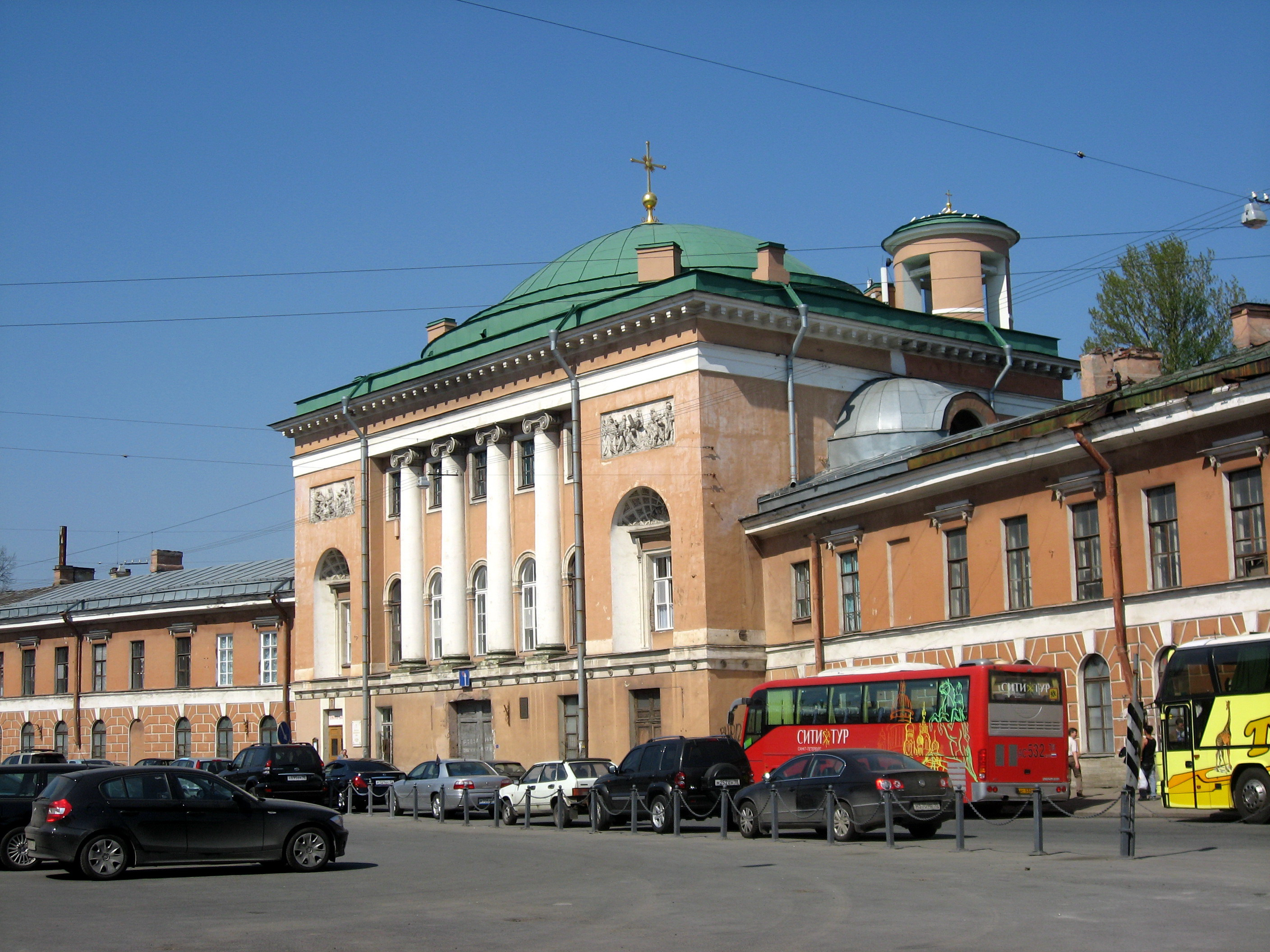